# 상록고등학교
상록고등학교(常綠高等學校)는 대한민국 경기도 안산시 상록구 본오동에 있는 공립 고등학교이다.

## 학교 연혁
- 2013년 3월 1일 : 상록고등학교 개교
- 2013년 3월 1일 : 초대 윤용재 교장 취임
- 2013년 3월 4일 : 제1회 입학식(14학급 492명)
- 2016년 2월 4일 : 제1회 졸업식
- 2022년 9월 1일 : 제5대 이근용 교장 부임
- 2024년 1월 9일 : 제9회 졸업식(12학급 293명)
- 2024년 3월 4일 : 제12회 입학식(11학급 299명)

## 참고 자료
- 상록고등학교 - 한국교육학술정보원 학교알리미